# Сумська обласна рада VII скликання
До складу Сумської обласної ради VII скликання обрано 64 депутати, а саме: Всеукраїнське об'єднання «Батьківщина» — 14 депутатів, Партія "Блок Петра Порошенка «Солідарність» — 14 депутатів, Партія "Відродження" — 8 депутатів, Політична партія «Радикальна партія Олега Ляшка» — 7 депутатів, Політична партія «Воля народу» — 6 депутатів, Політична Партія «Опозиційний блок» — 5 депутатів, Політична партія Всеукраїнське об'єднання «Свобода» — 5 депутатів,  Політична партія «Українське об'єднаеея патріотів - УКРОП» — 5 депутатів.
Засідання першої сесії Сумської обласної ради VII скликання відбулось 4.12.2015 року. Головою обласної ради було обрано Салатенка Семена Павловича депутата, обраного від Сумської обласної організації Всеукраїнського об'єднання «Батьківщина». Першим заступником голови обласної ради обрано Річкаля Анатолія Яковича  депутата, обраного від Сумської територіальної організації партії "Блок Петра Порошенка «Солідарність». Заступником голови обласної ради обрано Ричкіну Лілію Вячеславівну депутата, обраного від Сумської обласної організації Радикальної партії Олега Ляшка. На другій сесії (перше пленарне засідання), що відбулось 15.12.2015 року було утворено та обрано постійні комісії, а саме:
Постійна комісія з питань бюджету, соціально-економічного розвитку, інвестиційної політики, міжнародного та міжрегіонального співробітництва
Голова комісії:
Сердюк Олена Борисівна — депутат, обраний від Сумської обласної організації Всеукраїнського об'єднання «Свобода»
Члени комісії:
Березін Микола Якович — депутат, обраний від Сумської обласної організації партії «Відродження»
Бояринцев Олег Анатолійович — депутат, обраний від Сумської обласної організації політичної партії «Воля народу»
Головко Тетяна Іванівна — депутат, обраний від Сумської обласної організації Радикальної партії Олега Ляшка
Луговий Владислав Віталійович — депутат, обраний від Сумської обласної регіональної парторганізації політичної партії "Українське об'єднання патріотів «УКРОП»
Остапенко Олег Миколайович — депутат, обраний від Сумської територіальної організації партії "Блок Петра Порошенка «Солідарність»
Приходько Катерина Степанівна — депутат, обраний від Сумської обласної організації Всеукраїнського об'єднання «Батьківщина»
Стрельченко Олександр Юрійович — депутата, обраного від регіональної організації політичної партії «Опозиційний блок» у Сумській області
Постійна комісія з питань розвитку сільських територій, соціального захисту населення, переміщених осіб, учасників АТО та членів їх сімей, охорони здоров'я, материнства та дитинства
Голова комісії:
Галаєв Магомед-Шаріп Джамалович — депутат, обраний від Сумської обласної організації Всеукраїнського об'єднання «Батьківщина»
Члени комісії:
Богдан Віталій Іванович — депутат, обраний від Сумської обласної регіональної парторганізації політичноїпартії "Українське об'єднання патріотів «УКРОП»
Горох Володимир Васильович — депутат, обраний від Сумської територіальної організації партії "Блок Петра Порошенка «Солідарність»
Демеха Сергій Васильович — депутат, обраний від Сумської обласної організації Всеукраїнського об'єднання «Свобода»
Дубінок Віктор Петрович — депутат, обраний від Сумської обласної організації Всеукраїнського об'єднання «Батьківщина»
Меерович Юрій Михайлович — депутат, обраний від Сумської обласної організації партії «Відродження»
Непочатов Олександр Миколайович — депутат, обраний від Сумської територіальної організації партії "Блок Петра Порошенка «Солідарність»
Пінчук Едуард Іванович — депутат, обраний від Сумської обласної організації Радикальної партії Олега Ляшка
Поцелуев Володимир Іванович — депутат, обраний від Сумської обласної організації Всеукраїнського об'єднання «Батьківщина»
Постійна комісія з питань промисловості, енергетики, транспорту, зв'язку, розвитку підприємництва та паливно-енергетичного комплексу
Голова комісії:
Кисіль Андрій Юрійович — депутат, обраний від Сумської обласної регіональної парторганізації політичної партії "Українське об'єднання патріотів «УКРОП»
Члени комісії:
Биркун Микола Борисович — депутат, обраний від Сумської обласної організації Всеукраїнського об'єднання «Свобода»
Ганненко Ігор Анатолійович — депутат, обраний від Сумської обласної організації Всеукраїнського об'єднання «Батьківщина»
Іщенко Сергій Олексійович — депутат, обраний від Сумської обласної організації Радикальної партії Олега Ляшка
Чалий Валерій Григорович — депутат, обраний від Сумської територіальної організації партії "Блок Петра Порошенка «Солідарність»
Чмирь Юрій Павлович — депутат, обраний від Сумської обласної організації партії «Відродження»
Постійна комісія з питань житлово-комунального та дорожнього господарства, будівництва, архітектури та надзвичайних ситуацій
Голова комісії:
Войтенко Микола Григорович — депутат, обраний від регіональної організації політичної партії «Опозиційний блок» у Сумській області
Члени комісії:
Бершов В'ячеслав Олександрович — депутат, обраний від Сумської обласної організації партії «Відродження»
Деркач Микола Андрійович — депутат, обраний від Сумської обласної організації політичної партії «Воля народу»
Дученко Родіон Володимирович — депутат, обраний від Сумської обласної організації Всеукраїнського об'єднання «Батьківщина»
Колісник Лідія Олексіївна — депутат, обраний від Сумської обласної організації Радикальної партії Олега Ляшка
Мурич Вікторія Сергіївна — депутат, обраний від Сумської обласної організації Всеукраїнського об'єднання «Свобода»
Романюк Іван Петрович — депутат, обраний від Сумської територіальної організації партії "Блок Петра Порошенка «Солідарність»
Постійна комісія з питань освіти, науки, культури, туризму, спорту та молодіжної політики
Голова комісії:
Науменко Ігор Вікторович — депутат, обраний від Сумської обласної організації Радикальної партії Олега Ляшка
Члени комісії:
Меньшова Галина Павлівна — депутат, обраний від Сумської обласної організації політичної партії «Воля народу»
Теліженко Олександр Михайлович — депутат, обраний від Сумської обласної організації Всеукраїнського об'єднання «Батьківщина»
Тронь Анатолій Васильович — депутат, обраний від Сумської обласної організації партії «Відродження»
Христій Юрій Григорович — депутат, обраний від Сумської територіальної організації партії "Блок Петра Порошенка «Солідарність»
Постійна комісія з питань земельних та водних ресурсів, використання надр, екології, довкілля та лісового господарства
Голова комісії:
Токар Володимир Миколайович — депутат, обраний від Сумської територіальної організації партії "Блок Петра Порошенка «Солідарність»
Члени комісії:
Божок Андрій Вікторович — депутат, обраний від політична партія "Українське об'єднання патріотів «УКРОП»
Вайло Надія Олексіївна — депутат, обраний від Сумської обласної організації політичної партії «Воля народу»
Зубко Володимир Іванович — депутат, обраний від Сумської територіальної організації партії "Блок Петра Порошенка «Солідарність»
Кірюхін Дмитро Євгенович — депутат, обраний від Сумської обласної організації партії «Відродження»
Ладуха Віктор Борисович — депутат, обраний від Сумської обласної організації Всеукраїнського об'єднання «Батьківщина»
Линник Олександр Миколайович — депутат, обраний від Сумської територіальної організації партії "Блок Петра Порошенка «Солідарність»
Науменко Сергій Іванович — депутат, обраний від регіональної організації політичної партії «Опозиційний блок» у Сумській області
Свірський Геннадій Анатолійович — депутат, обраний від Сумської територіальної організації партії "Блок Петра Порошенка «Солідарність»
Постійна комісія з питань спільної власності територіальних громад та приватизації
Голова комісії:
Товстуха Костянтин Олександрович — депутат, обраний від Сумської обласної організації політичної партії «Воля народу»
Члени комісії:
Будник Олександр Анатолійович — депутат, обраний від Сумської обласної організації партії «Відродження»
Лаврик Віра Іванівна — депутат, обраний від Сумської територіальної організації партії "Блок Петра Порошенка «Солідарність»
Мотречко Віра Володимирівна — депутат, обраний від Сумської обласної організації Всеукраїнського об'єднання «Батьківщина»
Нечаев Сергій Сергійович — депутат, обраний від Сумської обласної організації Всеукраїнського об'єднання"Батьківщина"
Пилипейко Володимир Юрійович — депутат, обраний від регіональної організації політичної партії «Опозиційний блок» у Сумській області
Яремчук Юрій Анатолійович — депутат, обраний від Сумської територіальної організації партії "Блок Петра Порошенка «Солідарність»
Постійна комісія з питань розвитку місцевого самоврядування, процесів децентралізації, адміністративно-територіального устрою, депутатської діяльності, регламенту, законності та правопорядку, зв'язків із громадськістю, інформаційної та регуляторної політики
Голова комісії:
Толбатов Валерій Миколайович — депутат, обраний від Сумської обласної організації партії «Відродження»
Члени комісії:
Грек Андрій Сергійович — депутат, обраний від регіональної організації політичної партії"Опозиційний блок" у Сумській області
Ільченко Микола Степанович — депутат, обраний від Сумської обласної організації політичної партії «Воля народу»
Калінченко Наталія Євгенівна — депутат, обраний від Сумської обласної організації Радикальної партії Олега Ляшка
Клименко Юрій Миколайович — депутат, обраний від Сумської обласної організації Всеукраїнського об'єднання «Батьківщина»
Клочко Микола Олексійович — депутат, обраний від Сумської територіальної організації партії "Блок Петра Порошенка «Солідарність»
Коняєва Марія Миколаївна — депутат, обраний від Сумської обласної регіональної парторганізації політичної партії "Українське об'єднання патріотів «УКРОП»
Кузько Сергій Миколайович — депутат, обраний від Сумської обласної організації Всеукраїнського об'єднання «Свобода»
Лисенко Віктор Іванович — депутат, обраний від Сумської обласної організації Всеукраїнського об'єднання «Батьківщина»
Нечмоня Петро Федорович — депутат, обраний від Сумської обласної організації Всеукраїнського об'єднання «Батьківщина»